# Makosir
Patrick Odhiambo Makosir (* 2001), kurz Makosir, ist ein norwegischer Sänger und Schauspieler.

## Leben
Makosir wuchs in Holmlia in Oslo auf und begann dort im Kinder- und Jugendchor Oslo Soul Children zu singen. Ab 2011 wirkte er wiederholt in – meist kleineren – Produktionen des norwegischen Rundfunks Norsk rikskringkasting (NRK) mit. Im Jahr 2011 moderierte er beispielsweise die NRK-Show Julemorgen. Er wirkte zudem an der 24-teiligen Kinder-Weihnachtsserie Schneewelt – eine Weihnachtsgeschichte (Original: Snøfall) mit, die vom norwegischen Rundfunk im Jahr 2016 als TV-Adventskalender ausgestrahlt wurde. An Makosirs Seite spielte in der Serie Filip Bargee mit. Später veröffentlichten die beiden zusammen mehrere Lieder.
Makosir besuchte den Musikzweig einer weiterführenden Schule in Oslo. Während seiner dortigen Zeit begann er, Gitarre und Klavier zu spielen. Im Jahr 2019 veröffentlichte er seine ersten Lieder. Nach dem Abschluss der Schulzeit zog er nach Lillehammer, wo er ein einjähriges Studium am Lillehammer Institute of Music Production and Industries (LIMPI) abschloss. Im Februar 2022 wurde Makosir mit dem Lied Klatre vom Radiosender NRK P3 zum Månedens Urørt, einem monatlich an einen Newcomer vergebenen Titel, gekürt. Makosir gehörte auch zu den drei Finalisten für den Preis Årets Urørt, mit dem jährlich einer der Månedens Urørt ausgezeichnet wird. Im selben Jahr zog er mit dem Lied Holder igjen, das in Zusammenarbeit mit William Gamborg entstanden war, in die norwegischen Singlecharts ein. Mit Danser videre i livet gelang es ihm schließlich im November 2022, sich gemeinsam mit Hkeem auf dem ersten Platz der Charts zu platzieren. Das Lied wurde beim Musikpreis P3 Gull als Lied des Jahres nominiert. Im Oktober 2023 gab er mit Siste ord seine Debüt-EP heraus.

## Filmografie (Auswahl)
- 2012: Superkrim (Fernsehserie, 1 Folge)
- 2014: Alle sammen sammen (Fernsehserie, 1 Folge)
- 2016: Schneewelt – eine Weihnachtsgeschichte (Fernsehserie, 24 Folgen)
- 2019: Førstegangstjenesten (Fernsehserie, 1 Folge)
- 2020: Basic Bitch (Fernsehserie, 1 Folge)
- 2021–2022: Amalie og Mathea (Fernsehserie, 2 Folgen)
- 2022: Lik meg (Fernsehserie, 2 Folgen)
- 2024: Min fantastiske fremmede

## Auszeichnungen
- 2023: P3 Gull, Nominierung in der Kategorie „Lied des Jahres“ (für Danser videre i livet)[4]

## Diskografie

### EPs
- 2023: Siste ord

### Singles
| Jahr | Titel Album             | Höchstplatzierung, Gesamtwochen, AuszeichnungChartsChartplatzierungen (Jahr, Titel, Album, Platzierungen, Wochen, Auszeichnungen, Anmerkungen) | Anmerkungen                                             |
| Jahr | Titel Album             | NO | Anmerkungen                                             |
| ---- | ----------------------- | --- | ------------------------------------------------------- |
| 2022 | Holder igjen –          | NO20 Gold · (3 Wo.)NO | Erstveröffentlichung: 20. Mai 2022 mit William Gamborg  |
| 2022 | Danser videre i livet – | NO1 ×2Doppelplatin · (16 Wo.)NO | Erstveröffentlichung: 2. November 2022 mit Hkeem        |
| 2023 | Litt for sent –         | NO33 (2 Wo.)NO | Erstveröffentlichung: 26. Mai 2023 mit Arif Murakami    |
| 2025 | Bedre sånn –            | NO21 (… Wo.)NO | Erstveröffentlichung: 21. Februar 2025 mit Stig Brenner |

Weitere Singles
- 2019: Trikken (mit Bargee und Knarkvold X Jon Kanon)
- 2019: Snakke hva de vil
- 2020: Robin Hood
- 2020: Tiden vil vise (mit Bargee und ABBE)
- 2020: Fallskjerm
- 2021: Mute (mit Bargee)
- 2021: Klatre
- 2021: Relatere (mit Rohat und Bargee)
- 2022: Falle over kanten (NO: Gold)
- 2022: Ligger bak
- 2023: Solgte løgner
- 2023: Madame